# Friedrich von Hügel
Friedrich Maria Aloys Franz Karl von Hügel, también conocido como Baron von Hügel (5 de mayo de 1852-27 de enero de 1925) fue un influyente especialista en derecho católico, teólogo modernista, escritor religioso y apologista cristiano de nacionalidad austríaca, si bien nació en Italia y desarrolló la mayoría de su carrera en el Reino Unido.

## Resumen biográfico
Friedrich von Hügel nació circunstancialmente en Florencia, Italia hijo de Charles von Hügel, quien se encontraba sirviendo como embajador de Austria ante el Gran Duque de Toscana, y madre escocesa, Elizabeth Farquharson, quien se había convertido al catolicismo.
Se educó en forma privada y en 1867, cuando tenía quince años de edad, su familia se mudó a Inglaterra, donde fijó su residencia por el resto de su vida. En 1870 hizo su compromiso irreversible con la Iglesia católica. En el curso de pensar su religión en sus primeros años consultó con algunas de las mejores mentes religiosas de su época, tanto en Inglaterra como en el continente. Sin embargo, fue en París donde encontró un director espiritual al que, en sus propias palabras, le debía más que «a cualquier otro hombre que haya conocido en persona». Ese hombre era el sacerdote Henri Huvelin de la Iglesia de San Agustín de París.
Henri Huvelin reconoció en von Hügel a una persona que tenía la necesidad de combinar el intelecto crítico con el compromiso total a la Iglesia. El sacerdote ayudó al barón a liberarse del miedo a su propia personalidad vigorosa e impetuosa. Entendió que von Hügel nunca podría encajar en el molde que el catolicismo contemporáneo pretendía imponer a los miembros de la Iglesia, por lo que le dijo que tomara menos en serio las restricciones y los dictados escolásticos provenientes de Roma. Huvelin aconsejó a von Hügel que no apuntara a la ortodoxia por sí misma, sino a la conciencia en su búsqueda de la verdad, porque la conciencia siempre tiene prioridad sobre la ortodoxia, y la ortodoxia debe cuadrarse con la verdad. Estas ideas, junto con otras sobre la oración, las relaciones humanas, el ascetismo, la paz del alma y las prácticas religiosas fueron las contribuciones de Huvelin al crecimiento espiritual de von Hügel.
En 1873 contrajo matrimonio con Mary Catherine Herbert (1849–1935), hija del político Sidney Herbert (primer barón Herbert of Lea) y de Elizabeth Herbert (baronesa Herbert of Lea) filántropa y ardiente conversa al catolicismo. La pareja tuvo tres hijas: Gertrude (1877-1915), Hildegarde (1879-1926), y Thekla (1886-1970) (que se hizo luego monja).
Friedrich permaneció con ciudadanía austríaca hasta 1914, cuando se vio a sí mismo como «extranjero hostil» al declarar el Reino Unido la guerra a Austria. Solicitó la ciudadanía británica, que le fue concedida en diciembre de ese mismo año.
Fue Freiherr, un título hereditario, y visitante frecuente de Roma. Estudioso autodidacta de la Biblia, lingüista fluido en francés, alemán e italiano, así como su adoptado inglés, y maestro de temas variados, nunca ejerció cargo alguno en la Iglesia católica, ni en una universidad, y no obtuvo ningún diploma universitario. Sin embargo, se lo menciona frecuentemente junto a John Henry Newman como uno de los pensadores católicos más influyentes de su tiempo.

## Carrera
La amplitud de sus enseñanzas fue muy grande, así como la lista de sus corresponsales entre los que se cuenta a Alfred Loisy, George Tyrrell y Evelyn Underhill. Von Hügel hizo mucho por traer la obra de los filósofos Ernst Troeltsch y Rudolf Christoph Eucken a consideración del público británico, a pesar de la hostilidad durante y después de la Primera Guerra Mundial hacia todo lo germano.
Cuando la Universidad de Oxford le concedió en 1920 un doctorado honoris causa fue la primera ocasión desde la reforma en que la casa de estudios premiaba de esa forma a un católico. La Universidad de Saint Andrews, donde se conservan sus archivos lo había ya galardonado en 1914.
Se involucró profundamente en discusiones teológicas con un amplio grupo de estudiosos asociados con la controversia modernista del cambio de siglo. Sus temas de análisis incluyeron la relación entre la cristiandad y la historia, el ecumenismo, misticismo, filosofía de la religión, y el rechazo de mucho del inmanentismo en la teología del siglo XIX.
No recibió ninguna censura personalmente con motivo de la condena del Modernismo por Pío X.

## Los tres elementos
Su contribución más duradera al pensamiento teológico son sus «tres elementos». El alma humana, los movimientos de la civilización occidental y el fenómeno mismo de la religión los caracterizó mediante estos tres elementos: el elemento histórico-institucional, el elemento científico-intelectual y el elemento místico-empírico.
Esta tipificación le provee un conocimiento del equilibrio, tensión y fricción que existen en el pensamiento religioso y en la complejidad de la realización de la existencia. Mientras que ocasionalmente se produce una digresión hacia un trinitarismo forzado, en un paradigma organizativo que permanece central en su proyecto. El esfuerzo por sostenerlo dispara nuevos campos que dominan teológica y estructuralmente su obra. Su amigo George Tyrrell observó que «Toda la vida, de acuerdo con von Hügel, consiste en una paciente lucha contra elementos irreconciliables, una progresiva unificación que nunca encaja»
The Mystical Element of Religion es un estudio crítico pero muy apreciativo de la filosofía del misticismo. Obviamente la obra presenta de varias formas los peligros potenciales del misticismo, pero se resalta que el impulso místico es uno de los tres elementos en conjunto constituye la rica complejidad de la existencia. Hügel advierte:

«...el misticismo nunca debe ser toda la religión: sería un error peligroso que se declame esto en todo momento, pero -al mismo tiempo- es un elemento esencial de la religión a largo plazo y sobre el todo, aunque podría... traer sus propios peligros, sus propios pecados acuciantes, como también los tipos de religión primitivos y naives poseen sus propios peligros y pecados acuciantes distintos.»
Friedrich von Hügel, The Mystical Element of Religion

William Butler Yeats mencionó a von Hügel en la última estrofa de «Vacilación»:

Debemos partir, Von Hügel, aunque no lo queramos, ya que 
 ¿Aceptamos los milagros de los santos y la honorable santidad? 
 El cuerpo de Santa Teresa de Ávila yace incorrupto en su tumba, 
 bañado en óleo milagroso, dulces aromas de él provienen, 
Sanación desde su lápida escrita, aquellas manos por casualidad, 
 eternizan el cuerpo de un santo moderno que una vez excavó la momia del Faraón 
 Pensé que el corazón podía hallar consuelo. 
 ¿ Me convertiré en un hombre cristiano y creyente? 
 qué parece ser mejor en la tumba, jugar un rol predestinado. 
 Homero es mi ejemplo y su corazón no cristianizado. 
 El león y el nido de abejas, ¿que ha dicho la Escritura? 
 Así que te vas, von Hügel, pero con bendiciones sobre tu cabeza.

Von Hügel murió en 1925. La lápida en su tumba en una parroquia inglesa muestra la simple inscripción: « ¿A quién tengo en el cielo, sino a Ti?»

## Legado
Con un gran compromiso hacia la vida de oración, von Hügel es una autoridad sobre los grandes escritores místicos, particularmente del período anterior a la reforma. Simpatizó con las grandes cargas emocionales y espirituales de la humanidad, por lo que fue consultado por muchos en busca de consejo y guía como mentor espiritual. Su autoridad como escritor espiritual ha permanecido con la publicación póstuma de muchas de sus cartas: Selected Letters, 1896-1924, (1927), Letters from Baron Friedrich von Hügel to a Niece, (1955), y Spiritual Counsels and Letters of Baron Friedrich von Hügel, (1964).
Además de una amplia correspondencia, sus libros publicados incluyen: The Mystical Element of Religion, un estudio de Santa Catalina de Génova (1908), Eternal Life (1913), Essays and Address (1921) y The Reality of God and Religion and Agnosticism (1931). Este último libro, The Reality of God, incluye lo que serían las Conferencias Gifford de 1924-1925 y 1925-1926 en la Universidad de Edimburgo.